# Eirond watertorretje
Het eirond watertorretje (Hyphydrus ovatus) is een keversoort uit de familie van de waterroofkevers (Dytiscidae). De wetenschappelijke naam van de soort is gepubliceerd in 1761 door Linnaeus.